# وینفرد دان
وینفرد دان (انگلیسی: Winifred Dunn؛ ۱۸۹۸ – ۱۹۷۷) فیلم‌نامه‌نویس، ویراستار و منتقد هنری اهل ایالات متحده آمریکا بود.
از فیلم‌هایی که وی در آن‌ها نقش داشته‌است، می‌توان به گنجشک‌ها، پتنت لتر کید و مه اشاره نمود.